# Catàleg Col·lectiu del Patrimoni Bibliogràfic de Catalunya
El Catàleg Col·lectiu del Patrimoni Bibliogràfic de Catalunya (CCPBC) és un catàleg bibliogràfic creat el 1983 per la Generalitat de Catalunya amb l'objectiu de catalogar, preservar i difondre el patrimoni bibliogràfic de Catalunya.
El CCPBC és un projecte de catalogació cooperativa iniciat el 1983 per a la preservació del patrimoni bibliogràfic català, i forma part dels grans projectes digitals de Catalunya, com ara la Memòria Digital de Catalunya, COFRE (Conservem per al Futur Recursos Electrònics), el repositori de preservació digital de la BNC, PADICAT (Patrimoni Digital de Catalunya) o ARCA (Arxiu de Revistes Catalanes Antigues). Obert a tota mena d'institucions que disposin de fons bibliogràfics de caràcter patrimonial, i gestionat per la Biblioteca de Catalunya, s'ha construït com a catàleg d'accés telemàtic. El seu objectiu principal el control i la difusió dels fons existents a totes les biblioteques del país, aplegant tant les obres impreses a Catalunya com les publicades en altres països. Així, s'encarrega de recollir totes les publicacions monogràfiques impreses abans de 1901 de les biblioteques catalanes. Concretament, conté la descripció bibliogràfica de documents impresos que van des dels inicis de la impremta fins a principis del segle xx, i també de manuscrits i altres tipologies de fonts documentals d'interès patrimonial conservades a les biblioteques de Catalunya.
Algunes de les principals biblioteques amb bibliografia d'interès patrimonial són, a banda de la mateixa Biblioteca de Catalunya, les d'institucions com l'Arxiu Històric de la Ciutat de Barcelona, el Monestir de Santa Maria de Poblet, l'Ateneu Barcelonès, la Biblioteca de Montserrat, la Biblioteca Episcopal de Vic, Casa Àsia, el Centre Excursionista de Catalunya, la Fundació Josep Pla, l'Institut d'Estudis Catalans, el Museu Nacional d'Art de Catalunya i el Museu d'Arqueologia de Catalunya, entre d'altres.
El CCPBC col·labora en l'elaboració del patrimoni bibliogràfic de l'Estat espanyol des del 1992. Amb la nova Llei 4/1993, de 18 de març, del sistema bibliotecari de Catalunya, va passar a dependre de la Biblioteca de Catalunya, i des del 2007 també forma part del Catàleg Col·lectiu de les Universitats de Catalunya (CCUC).